# AR Commons
AR Commons（以下ARC）とは、「AR=拡張現実」空間における公共性や公共圏的な活動領域を確立・普及するためのプロジェクトであり、それを実施するために設立された非営利任意団体の名称。
世界各地の研究機関、公共機関、企業、個人と連携するグローバルなプラットフォームとして、議論、研究開発、実証実験を通じ、社会的にパブリック・アクセスが可能な多次元的空間データベースの整備を目ざす。